# Eunica vetula
Eunica vetula är en fjärilsart som beskrevs av Otto Staudinger 1886. Eunica vetula ingår i släktet Eunica och familjen praktfjärilar. Inga underarter finns listade i Catalogue of Life.